# Museo Interactivo Claudio Arrau León
El Museo Interactivo Claudio Arrau León (abreviado Mical), es un museo ubicado en la ciudad de Chillán, cual expone las obras de la carrera artística y la vida del pianista local, Claudio Arrau. El edificio es considerado Inmueble de conservación histórica, dado que el terreno en que se ubica, antiguamente fue la residencia del artista en la ciudad. En sus interiores conserva obras y bienes pertenecientes a Arrau, donados por sus descendientes.

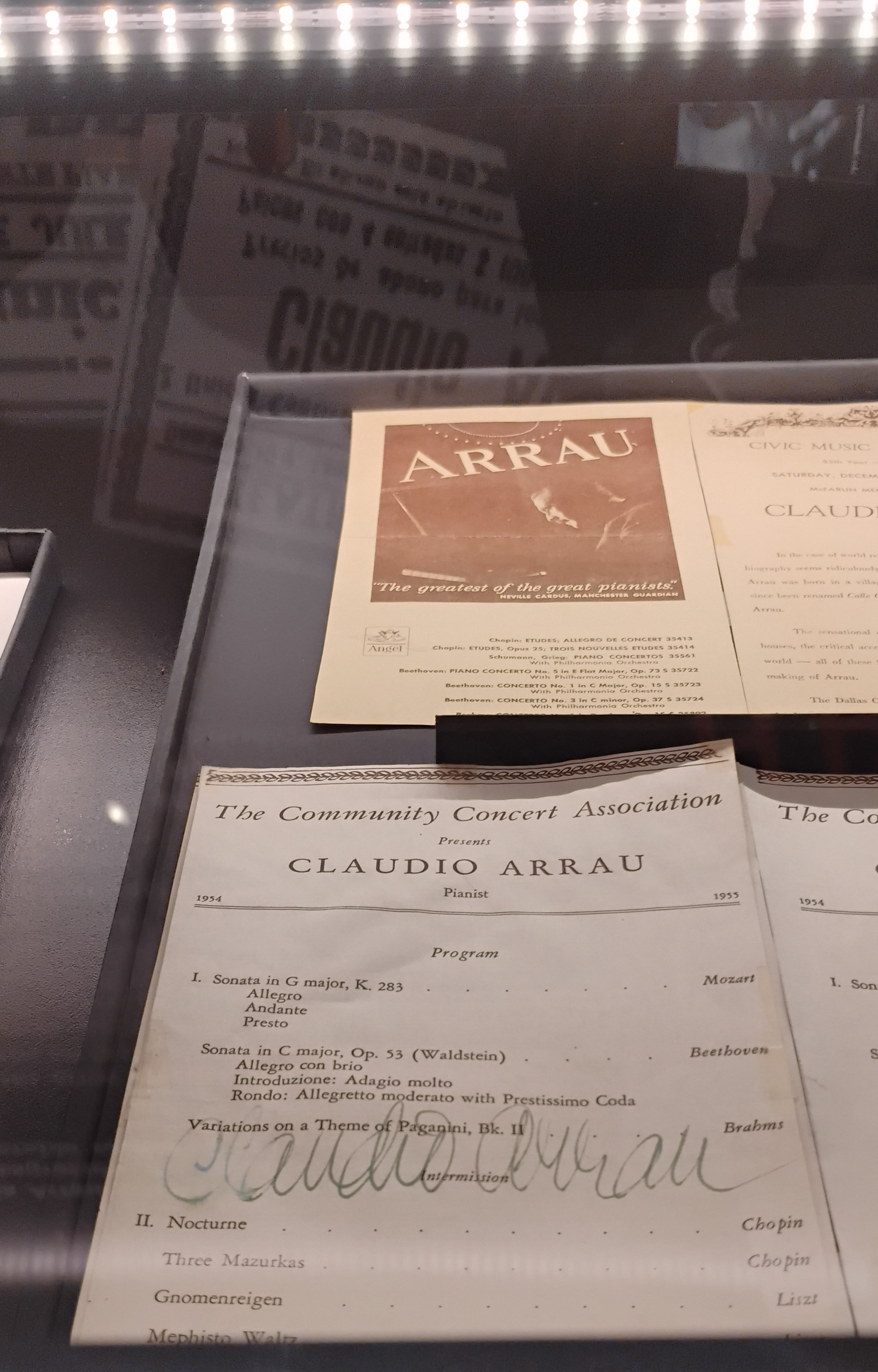
Folletos informativos de conciertos de Claudio Arrau

El museo está compuesto por las siguientes salas: 
- Sala Casa Arrau: Es parte de la construcción original de su residencia. En esta se encuentran vasijas, vestuario, fotografías, muebles, artesanía y discografía de Claudio Arrau.[3]
- Biblioteca Carmen Arrau: En su interior se guardan más de cuatro mil libros escritos en alemán e inglés.[3]
- Sala Interactiva y de Exposiciones: Lugar en que el visitante puede realizar actividades con muestras musicales.[3]

Sala Reserva Técnica
Durante la Pandemia de COVID-19 en Chile, el museo es sujeto a remodelación, cuyos arreglos integraron dos nuevas salas y el mejoramiento de muros.